# Szerbia elleni hadjárat (első világháború)
A Szerbia elleni hadjárat az Osztrák–Magyar Monarchia (később pedig a Német Birodalom és Bulgária) hadművelete volt az első világháború balkáni frontján, amelynek célja a délszláv állam haderejének legyőzése és területének megszállása volt. 1914-ben az Osztrák–Magyar Monarchia csapatai inváziót indítottak Szerbia ellen, gyors győzelem reményében, ám a konfliktus elhúzódott és kiszélesedett Montenegró, a Német Birodalom, Bulgária és az Antanthatalmak belépésével. A frontvonal 1914-ben a Duna-Száva vonalánál húzódott, 1916 elejére elérte Görögország határát. A nagy véráldozattal járó támadások 1916 elejére hozták meg eredményüket: Szerbia és Montenegró területét a Központi hatalmak teljes egészében megszállás alá vették.

## Előzmények
1914. június 28-án Gavrilo Princip Szarajevóban meggyilkolta Ferenc Ferdinándot, az Osztrák-Magyar Monarchia trónörökösét, és feleségét.

## Az első osztrák-magyar támadás

### Közvetlen előzmények
Július 23-án az Osztrák–Magyar Monarchia felszólította Szerbiát, hogy tartsa magát az 1909 márciusában tett nyilatkozathoz, melyben az Osztrák–Magyar Monarchiával való jó viszony fenntartását ígérte, majd kiadta a júliusi ultimátumot. Válaszul a szerbek mozgósították hadseregüket, majd válaszoltak a Monarchia levelére, melyben átfogalmazva ugyan, de elfogadták az ultimátum 10. pontját, viszont a másik 9 pontot visszautasították, vagy hamis választ adtak rá. Az osztrák–magyar nagykövet a helyszínen visszautasította a szerbek válaszát, majd visszatért Bécsbe. Ezt követően a szerb tartalékosok „véletlenül” átlépték a Monarchia és Szerbia határát a Temes folyónál, aminek következtében az osztrák–magyar csapatok figyelmeztető lövéseket adtak le. Az esetről készült túlzó jelentések győzték meg végül Ferenc József osztrák császárt, hogy hadat üzenjen Szerbiának.
További okoknak köszönhetően az Osztrák–Magyar Monarchia és Szerbia közti vita egy nagyobb háborúvá nőtt, amelyet manapság első világháborúnak nevezünk. A háborúban részt vett többek közt Oroszország, Németország, Franciaország és az Egyesült Királyság is. A háború kitörését követően, az Osztrák–Magyar Monarchia egy héten belül szembekerült Oroszországgal is, ami a kor legnagyobb hadseregével rendelkezett. Ennek következtében a szerbiai front csak egy lett a monarchia határán zajló tömeges csatározások közül. Szerbiának tapasztalt serege volt, mely a korábbi két évben, két háborúban is részt vett, de emiatt kimerültté és rosszul felszereltté is vált. Ezekből kiindulva az Osztrák–Magyar Monarchiában úgy gondolták, hogy kevesebb mint egy hónap alatt le fogják győzni a szerbeket.
A szerbek stratégiája az volt, hogy minél tovább kitartsanak a Monarchia támadásaival szemben, és remélték, hogy közben az oroszok legyőzik a nagyobb osztrák–magyar sereget. Eközben a szerbeknek mindvégig figyelniük kellett a keleti szomszédjukra, Bulgáriára is, mivel a korábbi években többször is háborúztak velük (utoljára 1913-ban), így viszonyuk nem volt jónak mondható.
A háború elején a szerb hadsereg 180 000 fővel rendelkezett. A hadsereg parancsnoka Radomir Putnik tábornagy volt. Érdekesség, hogy a tábornagyot éppen egy budapesti kórházban kezelték, mivel elég rossz egészségi állapotban volt. Itt az osztrák–magyar hatóságok le is tartóztatták, de később Franz Conrad von Hötzendorf, a Monarchia vezérkari főnökének személyes közbenjárása miatt végül elengedték. Von Hötzendorf ezzel lovagiasságát szerette volna bizonyítani, valamint arra számított, hogy egy beteg tábornok könnyű ellenfél lesz. Később kiderült, hogy ebben tévedett, mivel Putnik kiválóan irányította a szerb haderőt, még annak ellenére is, hogy szinte soha nem hagyta el különleges, ezúttal már szerbiai kórházi szobáját.

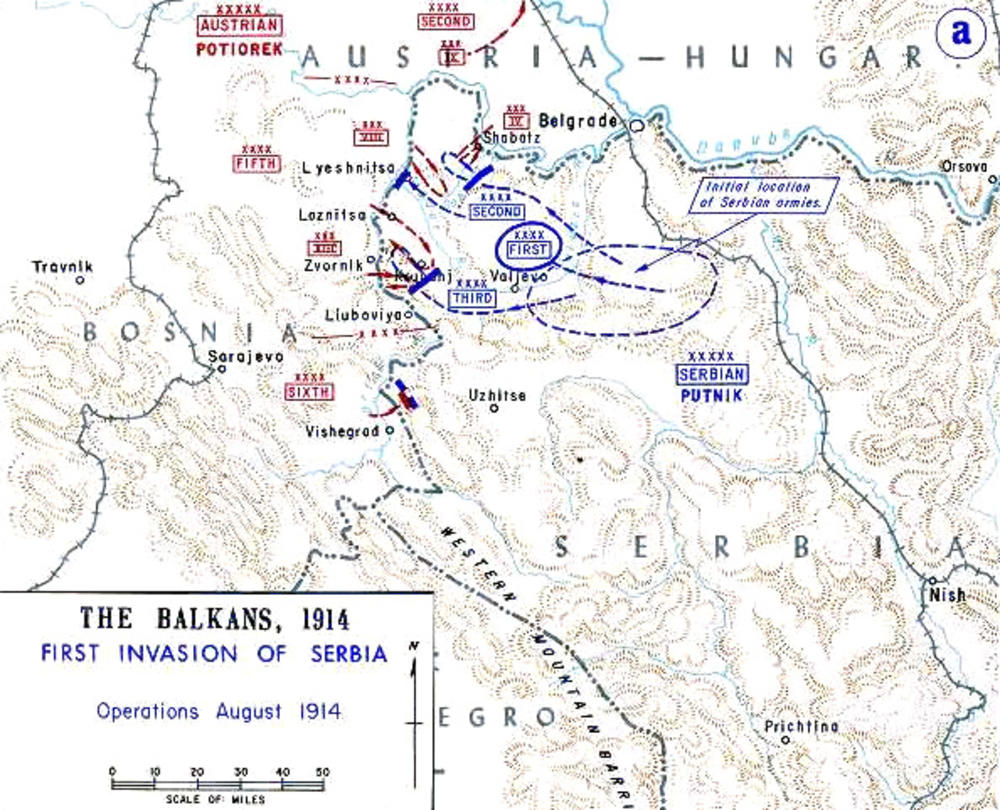
A Szerbia elleni első támadás, 1914 augusztusában

### Ceri csata
A Szerbia elleni hadjárat augusztus 12-én kezdődött, mikor a Monarchia seregei átlépték a határt a Drina folyónál.
Bár az Osztrák–Magyar Monarchia igen nagy haderővel rendelkezett, az orosz hadüzenet miatt mindössze két hadsereggel (az Ötödikkel és a Hatodikkal) tudtak átkelni a bosnyák határon, és megtámadni Szerbiát. A két osztrák-magyar sereg körülbelül 270 000 főt számlált, melyek jobban fel voltak szerelve, mint a szerb csapatok. Az osztrák-magyar parancsnokság a nem túl hatékony Oskar Potiorek tábornok kezében volt. 1914-ben az Osztrák–Magyar Monarchia rendelkezett a harmadik legnagyobb népességgel Európában, Oroszország és Németország mögött, ami majdnem tizenkétszerese volt Szerbia lélekszámának.
Potiorek az Ötödik hadsereggel az 1878-ban elfoglalt és 1908-ban a Monarchia által annektált Bosznia északi részéről indította a Szerbia elleni támadást, és nem Magyarország felől. Az Ötödik hadsereget a Szerémségben állomásozó Második hadsereg néhány egysége is támogatta. A Második hadsereget egyébként augusztus végén Galíciába szállították, hogy felvegyék a harcot az orosz csapatokkal szemben, de addig részt tudtak venni a szerbiai hadjáratban. A Hatodik hadsereg útban volt Bosznia déli része felé, így az még nem tudta megkezdeni a támadó hadműveleteket. Potiorek vágya az volt, hogy még Ferenc József születésnapja előtt győzelmet arasson, és amilyen gyorsan csak lehet, legyőzze a szerbeket. Az osztrák tábornok viszont két komoly stratégiai hibát is elkövetett: csak a haderő körülbelül felével támadott, és mindezt Szerbia nyugati, dombos vidékén, a Cer-hegységen keresztül tette, ahelyett, hogy az északi simább terep felől küldte volna csapatait. A támadás meg is lepte Putnik tábornagyot, aki észak felől várta a támadást, így kezdetben az egészet csak cselnek vélte. Mikor nyilvánvalóvá vált, hogy ez a fő támadás a Stepa Stepanović tábornok vezette, viszonylag erős Második hadsereget odaküldték, hogy csatlakozzon a Pavle Jurišić Šturm vezette gyengébb Harmadik hadsereghez, akik már harcban álltak az osztrák-magyar seregekkel, sőt, sikerült is visszaszorítaniuk az ellenséget. Négy napnyi heves csata után a Monarchia seregei visszavonulásra kényszerültek, így megszületett a szövetségesek első győzelme a háborúban. A csata során Szerbia 16 500, az Osztrák–Magyar Monarchia pedig 23 000 embert vesztett (ezek közül 4500 hadifogoly lett).

## A második osztrák-magyar támadás

### Drina-menti csata

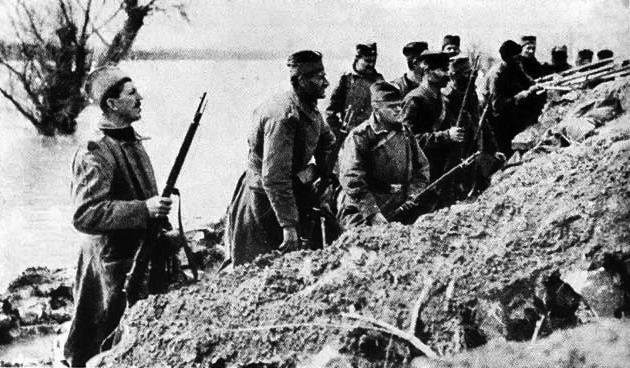
Harcok Ada Ciganliján

Szövetségeseinek nyomására Szerbia egy kisebb támadást indított a Szerémségbe. A támadást a szerb Első hadsereg hajtotta végre, a Száva folyón átkelve. Eközben a szerb Második hadsereg I. Timok hadosztálya súlyos vereséget szenvedett egy elterelő hadmozdulat során. A szerbek itt 6000 fős veszteséget könyvelhettek el, miközben csak 2000 főnyi ellenséges katonát tudtak harcképtelenné tenni.
Mivel Potiorek tábornok haderejének nagy része már Boszniában tartózkodott, a tábornok úgy döntött, hogy a szerbek támadását leginkább egy Szerbia elleni támadással lehet megakadályozni, mivel ez arra kényszeríti az ellenséget, hogy visszavonja csapatait Szerbia megvédésére.
Szeptember 7-én, így egy újabb osztrák-magyar támadás vette kezdetét. A támadás nyugati irányból, a Drina folyón keresztül érte Szerbiát. A támadásban ez alkalommal már részt vett a Macsónál állomásozó Ötödik, valamint a délebbre lévő Hatodik hadsereg is. Az Ötödik hadsereg támadását kezdetben visszaverte a szerb Második hadsereg (itt 4000 osztrák-magyar katona esett el), de az erősebb Hatodik hadseregnek sikerült meglepnie a szerb Harmadik hadsereget, majd elfoglalni egy kisebb területet. Miután a szerb Második hadsereg néhány egységét elküldték, hogy támogassák a Harmadik hadsereget, a Monarchia Ötödik hadserege egy ismételt támadással már ki tudott építeni egy hídfőállást. Ekkor Putnik tábornagy (nagy ellenkezés dacára) visszavonta a szerb Első hadsereget a Szerémségből, és megtámadta vele az osztrák-magyar Hatodik hadsereget. Az ellentámadás jól indult, de végül megrekedt, és egy négynapos, véres harc kezdődött a Jagodnja hegység Mačkov Kamen nevű csúcsáért. A csata során mindkét fél súlyos veszteségeket szenvedett. A két szerb hadosztály megközelítőleg 11 000 embert vesztett, mely körülbelül megegyezett az Osztrák–Magyar Monarchia emberveszteségével.
Ezt követően Putnik tábornagy elrendelte, hogy a csapatok vonuljanak vissza a környező hegyekbe, aminek eredményeképp a front másfél hónapig egy helyben állt, és a támadás lövészárok-hadviselésbe ment át. Ez kedvezőtlen volt a szerbek számára, akik nehéztüzérség, lőszer, lőszergyártó kapacitás (egyetlen lőszergyáruk volt, ami körülbelül napi 100 lövedéket gyártott), és lábbeli téren is rosszabb helyzetben voltak mint ellenségük. A szerbek többsége ugyanis a hagyományos opanakokban harcolt, míg az osztrák-magyar katonák vízálló bőrcsizmákat viseltek. A szerbek főként szövetségeseiktől kapták hadianyagukat, akik maguk is szűkös készletekkel rendelkeztek. Ebben a helyzetben a szerb tüzérségi ütegek hamar elcsendesültek, míg a Monarchia tüzérsége folyamatosan tűz alatt tudta tartani az ellenséget. Néhány szerb hadosztályban (főként az Egyesített hadosztályban), a napi veszteségek elérték a 100 főt is.
Az állóháború első heteiben a szerb Užice hadosztály montenegrói Sandžak hadosztály sikertelen támadást indított Bosznia felé. A későbbiekben mindkét oldal kezdeményezett helyi támadásokat, de ezek legtöbbje nem érte el célját. Egy ilyen támadásban használt a szerb hadsereg elsőként aknákat: a szerbek Egyesített hadosztálya alagutakat ásott a 20-30 méterre lévő osztrák-magyar árkok alá, és aknákat telepített oda, melyeket a gyalogsági rohamok előtt felrobbantottak.

## A harmadik osztrák-magyar támadás

### Diplomácia 1915-ben

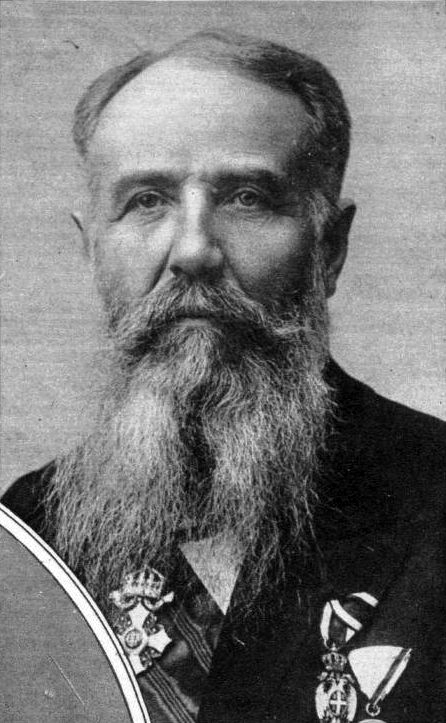
Nikola Pašić szerb miniszterelnök.

1915 elején, miután a törökök vereséget szenvedtek a sarıkamışi csatában és a szuezi offenzívában, Erich von Falkenhayn, a német főparancsnok próbálta meggyőzni az osztrák-magyar vezérkar főnökét, Conrad von Hötzendorfot Szerbia elfoglalásának fontosságáról.
Ha a központi hatalmak elfoglalnák Szerbiát, a németeknek lenne egy vasútvonaluk, mely a Német Birodalomból indul, és az Osztrák–Magyar Monarchián keresztül egészen Konstantinápolyig ér. Így a németek képesek lennének hadianyagot, vagy akár katonákat küldeni, hogy segítsék az Oszmán Birodalmat. Szerbia azért is volt stratégiai terület, mivel Románia nem akart a központi hatalmakhoz csatlakozni (később egyébként az antanthoz csatlakozott). Az Osztrák-Magyar Monarchia nem különösebben volt érdekelt az ügyben, bár szerették volna legyőzni Szerbiát. Számukra a legveszélyesebb ellenség Oroszország volt, és Olaszország hadba lépését követően a Monarchia hadereje teljesen le lett kötve.
II. Vilmos német császár, Ferenc József király és császár August von Mackensent   bízta meg a hadjárat vezetésével. Delcassé francia és Grey angol külügyminiszterek kijelentették, hogy a központi hatalmak és Bulgária együttes támadása esetén Szerbiát támogatni fogják. Nikola Pašić szerb miniszterelnök október 23-án kelt levelében leírja, hogy a bolgárok árulók, de az oroszok elpusztítják őket. Az angol és a francia erők is közel vannak Szerbiához. Ugyanakkor arról is meg volt győződve a szerb vezetés, hogy a Románia és Görögország a szerződések szerint rátámadnak Bulgáriára. Olaszország támogatására pedig nem számíthattak, mivel az antant az olaszoknak ígért pár dalmát szigetet és Triesztet, amit a szerbek is meg akartak szerezni.

### A rigómezei csata
A rigómezei csatát a szerbek magukra hagyatottan vívták meg. A szerb hadsereg főparancsnoksága a moravai hadosztállyal a Goljak-hegység párkányain levő bolgár állásokat támadtatta meg, hogy segítsen Bojović csapatain, de ez a támadás is vereséggel zárult. November 22-én a szerbek arcvonala Rigómezőre szorítkozott. A harcképes ember 100-120 ezer fő lehetett. A hadsereg Ferizovićnál, a Sitnica folyó bal partján, a Crnoljeva, Čičavica, Ribar keleti magaslatain, a Mokra-hegység déli részén rendezkedett be a védelemre. Kačaniktól Prizren felé vezető út két oldalán helyezkedett el Bojović tábornok hadserege, tőlük északra pedig Stepanović, Jurišić, Živković, Mišić tábornokok seregei. A Šar-hegységtől délre, Ohrid, Monasztir felé vezető utakon is folytak harcok, de ezek nem befolyásolták a rigómezei csata eseményeit.
A bolgárok eközben délkelet felől szorítják vissza a szerbeket. A bolgárok szeretnék elvágni ezt a hadtestet a főcsapattól, de ezt a szerbek felismerik, ezért Štimljánál csoportosítják az erőiket.
November 22-én Prizrenben Sándor trónörökös vezetésével a főparancsnokság tanácskozást tart. Ezen a tanácskozáson a kormány is részt vett, Putnik vajdát, aki nem tud járni, helyettese képviselte. A jelenlevők szerint a szerbek nem tudják hosszú ideig tartani a frontot, sőt ellentámadásba sem tudnak átmenni. Az ellenség már Monasztirban volt ekkor. A trónörökös szerint kétfelé lehet visszavonulni Shkodrába: Ljumkulán vagy Gjakován keresztül. Azok a csapatok, amelyek Rigómezőn harcoltak Ljumkula felé mennek, a másik csapat Ipek irányába Podgoricán keresztül megy el Shkodrába.
A legnagyobb gond a visszavonuláskor a terepviszony és az élelmezés volt. Sok, szűk átjárón kellett eljuttatni a vezérkari főnök által 200 ezer főre becsült hadsereget az Adriai-tengerhez, sőt az élelmezését is meg kellett oldani. A tengernél az élelmezést Pašić miniszter úgy képzelte el, hogy a szövetségesektől kapott értesülések szerint San Giovanni di Maduán elegendő mennyiségű élelmiszer van, így azzal nem lesz gond.
A tanácskozás után Putnik vajda megtudta az értekezés során az elhangzottakat, majd parancsot adott ki a hadseregcsoportnak, miszerint a szövetségesektől nem jött segítség, ezért a további harcot beszüntetik és visszavonulnak az albán hegyek közé.
Másnap, november 23-án délután a bolgárok és utánuk a németek bevonultak Pristinába, míg Kövess serege Mitrovicába. November 24-én kiadták a hadseregcsoportok útvonalait. Az első hadsereg Ipek, Beran, Andrijevica, a második Ipek, Plav Andrijevica, míg a harmadik Ipek, Rugova, Andrijevica felé menekültek. Az új szerbiai hadsereg a Gjakova, Most, Puka, Shkodra, a timoki hadsereg pedig a Ljumkula, Debar, Sztruga, Elbasan, Durrës útvonalat használta.
A visszavonulás lassan történt, ez pedig a bekerítés veszélyét hozhatta volna magával. November 25-én a ferizovići állásokat is kiürítették a szerbek, majd a rákövetkező nap ennek a hadosztálynak az egyik dandárja már Prizren közelében volt. November 27-én Prizrenben és környékén káosz uralkodott. A helyiek tanácstalanok voltak, míg a katonák nem akartak tovább harcolni. Nem volt élelem, muníció. November 28-án Rigómezőn megtört a szerb hadsereg végső ellenállása. Bojović elrendelte a visszavonulást, ezzel véget ért a csata.

## A háború veszteségei és következményei
A szerb hadsereg a háború alatt állományának csaknem 3/4-ét elvesztette, így körülbelül 300 000 főt veszített a 422 000 fős létszám körüli hadseregből. Az osztrák-magyar illetve német veszteségek közel sem lettek akkorák mint a szerbeké, mivel hamarabb tönkreverték a szerb haderőt, mint várták. A veszteség nem volt több néhány ezer főnél.
Szerbia teljes megsemmisülése után több százezer ember menekült Görögországba. A szerb hadsereg pedig javában menekült a tenger felé, azonban nagy részük soha sem ért el odáig, mert az albán partizánok, a betegségek, és az éhínség súlyos veszteségeket mért rájuk. 1918-ban az antant támadásba lendült és kiszorította a központi hatalmak seregeit az országból és mindenki visszaköltözhetett otthonába. Szerbia később területeket kapott Bulgáriától és Magyarországtól a világháború végén.
A szerb hadsereg létszáma lényegesen lecsökkent a háború végére. A fénykorában 420 000 fős hadsereg körülbelül 100 000 főnyire zsugorodott a felszabadításig. A Szerb Királyság 1 100 000 főt (civilt, vagy katonát) vesztett a háború során, mely a lakosság 17%-át jelentette. 1924-ben a jugoszláv kormány szerint a háború során az ország 265 164 katonát vesztett, ami a mozgósított emberek 25%-a volt. Összehasonlításképp ez a szám Franciaország esetében 16,8%, Németországnál 15,4%, Oroszországnál 11,5% Olaszországnál pedig 10,3% volt.